# Kaiserdamm (stacja metra)
Kaiserdamm – stacja metra w Berlinie, w dzielnicy Charlottenburg, w okręgu administracyjnym Charlottenburg-Wilmersdorf na linii U2. Stacja została otwarta w 1908.